# 675년

## 연호
- 당(唐) 상원(上元) 2년

## 기년
- 당(唐) 고종(高宗) 26년
- 신라(新羅) 문무왕(文武王) 15년

## 사건
- 신라와 당, 매소성 전투

## 사망
- 신라의 현령 탈기